# Freestyle-Skiing-Weltmeisterschaften 2013
Die 15. Freestyle-Skiing-Weltmeisterschaften fanden vom 5. bis 10. März 2013 in Norwegen statt. Auf dem Programm standen Wettbewerbe in den Disziplinen Aerials (Springen), Moguls und Dual Moguls (Buckelpiste), Halfpipe, Skicross und Slopestyle. Im Wintersportort Myrkdalen bei Voss wurden die Halfpipe-Wettbewerbe der Frauen und Männer ausgetragen und im Vinterpark bei Oslo alle anderen.

## Männer

### Halfpipe
| Platz | Land       | Sportler               |
| ----- | ---------- | ---------------------- |
| 1     | USA        | David Wise             |
| 2     | USA        | Torin Yater-Wallace    |
| 3     | Frankreich | Thomas Krief           |
| 4     | Kanada     | Mike Riddle            |
| 5     | Finnland   | Antti-Jussi Kemppainen |
| 6     | USA        | Aaron Blunck           |
| 7     | Frankreich | Kévin Rolland          |
| 8     | USA        | Simon Dumont           |
| 9     | Kanada     | Simon d’Artois         |
| 10    | Kanada     | Noah Bowman            |

| Datum: 5. März 2013    |
| Frederick Iliano (17.) |
| Marc Christen (27.)    |
| Marus Kaiser (31.)     |
| Nils Lauper (32.)      |

### Moguls
| Platz | Land       | Sportler           |
| ----- | ---------- | ------------------ |
| 1     | Kanada     | Mikaël Kingsbury   |
| 2     | Kanada     | Alexandre Bilodeau |
| 3     | USA        | Patrick Deneen     |
| 4     | Australien | Matt Graham        |
| 5     | Südkorea   | Choi Jae-woo       |
| 6     | Schweden   | Per Spett          |
| 7     | Australien | Brodie Summers     |
| 8     | USA        | Bradley Wilson     |
| 9     | Norwegen   | Vinjar Slåtten     |
| 10    | USA        | Bryon Wilson       |

| Datum: 6. März 2013 |
| Marco Tadé (34.)    |

### Aerials
| Platz | Land       | Sportler            |
| ----- | ---------- | ------------------- |
| 1     | China      | Qi Guangpu          |
| 2     | Kanada     | Travis Gerrits      |
| 3     | China      | Jia Zongyang        |
| 4     | China      | Liu Zhongqing       |
| 5     | Australien | David Morris        |
| 6     | Ukraine    | Oleksandr Abramenko |
| 7     | Schweiz    | Christopher Lambert |
| 8     | China      | Wu Chao             |
| 9     | Russland   | Ilja Burow          |
| 10    | Russland   | Pjotr Medulitsch    |

| Datum: 7. März 2013  |
| Andreas Isoz (14.)   |
| Thomas Lambert (18.) |
| Mischa Gasser (22.)  |

### Dual Moguls
| Platz | Land       | Sportler           |
| ----- | ---------- | ------------------ |
| 1     | Kanada     | Alexandre Bilodeau |
| 2     | Kanada     | Mikaël Kingsbury   |
| 3     | USA        | Patrick Deneen     |
| 4     | Schweden   | Per Spett          |
| 5     | Japan      | Shō Endō           |
| 6     | Australien | Sam Hall           |
| 7     | Kanada     | Philippe Marquis   |
| 8     | Finnland   | Jimi Salonen       |
| 9     | Australien | Brodie Summers     |
| 10    | Kasachstan | Dmitri Reicherd    |

| Datum: 8. März 2013 |
| Marco Tadé (40.)    |

### Slopestyle
| Platz | Land                   | Sportler            |
| ----- | ---------------------- | ------------------- |
| 1     | USA                    | Thomas Wallisch     |
| 2     | Vereinigtes Königreich | James Woods         |
| 3     | USA                    | Nick Goepper        |
| 4     | Norwegen               | Andreas Håtveit     |
| 5     | Frankreich             | Antoine Adelisse    |
| 6     | USA                    | Gus Kenworthy       |
| 7     | Schweden               | Oscar Wester        |
| 8     | Neuseeland             | Beau-James Wells    |
| 9     | Norwegen               | Per Kristian Hunder |
| 10    | USA                    | Alex Schlopy        |

| Datum: 9. März 2013     |
| Christian Bieri (13.)   |
| Jonas Hunziker (20.)    |
| Laurent de Martin (23.) |
| Benedikt Mayr (25.)     |
| Luca Tribondeau (30.)   |
| Florian Geyer (36.)     |
| Elias Ambühl (43.)      |

### Skicross
an diesem Wettbewerb starteten 54 Teilnehmer aus 21 Ländern. Von ihnen überstanden 32 die Qualifikation. In Ausscheidungsrennen erreichten 16 das Viertel-, acht das Halb- und vier das Finale. Die Verlierer des Halbfinales starteten im Small Final um die Plätze 5 bis 8. Die Gewinner liefen im Big Final um die Medaillen.
| Platz | Land       | Sportler              |
| ----- | ---------- | --------------------- |
| 1     | Frankreich | Jean-Frédéric Chapuis |
| 2     | Frankreich | Bastien Midol         |
| 3     | USA        | John Teller           |
| 4     | Finnland   | Jouni Pellinen        |
| 5     | Slowenien  | Filip Flisar          |
| 6     | Kanada     | Christopher Del Bosco |
| 7     | Australien | Anton Grimus          |
| 8     | Italien    | Marco Tomasi          |

| Andreas Schauer (10.)  |
| Alex Fiva (11.)        |
| Daniel Bohnacker (14.) |
| Andreas Matt (16.)     |
| Franz Promok (20.)     |
| Thomas Zangerl (21.)   |

| Conradign Netzer (22.)      |
| Peter Stähli (24.)          |
| Simon Stickl (26.)          |
| Christoph Wahrstötter (36.) |
| Armin Niederer (DNF)        |
| Thomas Fischer (DNF)        |

## Frauen

### Halfpipe
Am Wettbewerb nahmen 21 Starterinnen aus 12 Ländern teil. 12 erreichten die Finalrunde.
| Platz | Land       | Sportler          |
| ----- | ---------- | ----------------- |
| 1     | Schweiz    | Virginie Faivre   |
| 2     | Frankreich | Anaïs Caradeux    |
| 3     | Japan      | Ayana Onozuka     |
| 4     | Japan      | Manami Mitsuboshi |
| 5     | Frankreich | Marie Martinod    |
| 6     | USA        | Angeli Vanlaanen  |
| 7     | Kanada     | Keltie Hansen     |
| 8     | Schweiz    | Mirjam Jäger      |
| 9     | USA        | Annalisa Drew     |
| 10    | Neuseeland | Janina Kuzma      |

| Qualifikation: 4. März 2013 |
| Finale: 5. März 2013        |
| Nina Ragettli (18.)         |
| Daniela Bauer (20.)         |

### Moguls
Am Wettbewerb nahmen 37 Starterinnen aus 17 Ländern teil. 18 von ihnen erreichten das erste Finale. Die besten Sechs traten im zweiten Finale um die Medaillen an.
| Platz | Land   | Sportler                |
| ----- | ------ | ----------------------- |
| 1     | USA    | Hannah Kearney          |
| 2     | Japan  | Miki Itō                |
| 3     | Kanada | Justine Dufour-Lapointe |
| 4     | USA    | Heather McPhie          |
| 5     | Japan  | Aiko Uemura             |
| 6     | Japan  | Arisa Murata            |

| Qualifikation: 5. März 2013 |
| Finale: 6. März 2015        |
| Karin Hackl (31.)           |
| Claudia Kohler (32.)        |
| Melanie Meilinger (34.)     |

### Aerials
Beim Aerials starteten 21 Frauen aus acht Ländern. Zwölf von ihnen überstanden die Qualifikation. In weiteren Runden schieden jeweils vier Teilnehmerinnen aus, bis vier von ihnen im letzten Durchgang um die Medaillen antraten.
| Platz | Land       | Sportler           |
| ----- | ---------- | ------------------ |
| 1     | China      | Xu Mengtao         |
| 2     | Russland   | Weronika Korsunowa |
| 3     | Australien | Danielle Scott     |
| 4     | China      | Xu Sicun           |
| 5     | Australien | Lydia Lassila      |
| 6     | Australien | Samantha Wells     |
| 7     | Schweiz    | Tanja Schärer      |
| 8     | Australien | Laura Peel         |

| Qualifikation: 6. März 2013              |
| Finale: 7. März 2015                     |
| keine weiteren Starterinnen aus D-A-CH-L |

### Dual Moguls
Beim Dual Moguls traten 36 Sportlerinnen aus 16 Ländern an. Von ihnen überstanden 16 die Qualifikationsrunde. In direkten Vergleichen schieden im Achtelfinale weitere acht aus, im Viertelfinale vier weitere. Die beiden im Halbfinale unterlegenen traten im Kleinen Finale um die Bronzemedaille an. Die Halbfinalgewinner kämpften um die Goldmedaille.
| Platz | Land       | Sportler              |
| ----- | ---------- | --------------------- |
| 1     | Kanada     | Chloé Dufour-Lapointe |
| 2     | Japan      | Miki Itō              |
| 3     | USA        | Hannah Kearney        |
| 4     | USA        | Heather McPhie        |
| 5     | Japan      | Arisa Murata          |
| 6     | Tschechien | Nikola Sudová         |
| 7     | Kanada     | Andi Naude            |
| 8     | Australien | Britteny Cox          |

| Qualifikation: 7. März 2013 |
| Finale: 8. März 2015        |
| Melanie Meilinger (26.)     |
| Karin Hackl (DNF)           |
| Claudia Kohler (DNF)        |

### Slopestyle
Beim Slopestyle starteten 18 Sportlerinnen, von denen 12 die Finalrunde erreichten.
| Platz | Land                   | Sportler                 |
| ----- | ---------------------- | ------------------------ |
| 1     | Kanada                 | Kaya Turski              |
| 2     | Kanada                 | Dara Howell              |
| 3     | USA                    | Grete Eliassen           |
| 4     | Vereinigtes Königreich | Katie Summerhayes        |
| 5     | Kanada                 | Yuki Tsubota             |
| 6     | USA                    | Alexi Micinski           |
| 7     | USA                    | Jamie Crane-Mauzy        |
| 8     | Slowakei               | Natália Šlepecká         |
| 9     | Chile                  | Dominique Ohaco          |
| 10    | Neuseeland             | Anna Willcox-Silfverberg |

| Datum: 9. März 2013   |
| Lisa Zimmermann (17.) |
| Sarah Poeppel (18.)   |

### Skicross
Am Wettbewerb nahmen 35 Starterinnen teil. In mehreren Läufen in Vierergruppen schieden jeweils die Dritt- und Viertplatzierten aus. 16 Sportlerinnen erreichten das Viertelfinale, acht das Halb- und vier das Finale. Die Verlierer des Halbfinales traten zusätzlich im Small Final um die Plätze 5 bis 8 an. Die Halbfinal-Zweite, die Schweizerin Katrin Müller wurde disqualifiziert, weil sie einen Sturz der Österreicherin Katrin Ofner verursachte, die dadurch das Finale verpasste.
| Platz | Land        | Sportler          |
| ----- | ----------- | ----------------- |
| 1     | Schweiz     | Fanny Smith       |
| 2     | Kanada      | Marielle Thompson |
| 3     | Frankreich  | Ophélie David     |
| 4     | Schweiz     | Jorinde Müller    |
| 5     | Deutschland | Anna Wörner       |
| 6     | Österreich  | Katrin Ofner      |
| 7     | Frankreich  | Alizée Baron      |

| Datum: 10. März 2013        |
| Heidi Zacher (12.)          |
| Christina Staudinger (18.)  |
| Sabrina Weilharter (20.)    |
| Christina Manhard (DNF/21.) |
| Katrin Müller (DSQ)         |

## Medaillenspiegel
| Platz  | Land                   |    |    |    |    |
| ------ | ---------------------- | -- | -- | -- | -- |
| 1      | Kanada                 | 4  | 5  | 1  | 10 |
| 2      | USA                    | 3  | 1  | 6  | 10 |
| 3      | China                  | 2  | –  | 1  | 3  |
| 4      | Schweiz                | 2  | –  | –  | 2  |
| 5      | Frankreich             | 1  | 2  | 2  | 5  |
| 6      | Japan                  | –  | 2  | 1  | 3  |
| 7      | Russland               | –  | 1  | –  | 1  |
| 7      | Vereinigtes Königreich | –  | 1  | –  | 1  |
| 9      | Australien             | –  | –  | 1  | 1  |
| Gesamt | Gesamt                 | 12 | 12 | 12 | 36 |